# Нарциссизм (сексология)
Нарцисси́зм (аутофили́я, аутоэроти́зм, аутоэра́стия, аутосексуа́льность) — сексуальная девиация, при которой половое влечение испытывается к самому себе. Может рассматриваться как разновидность фетишизма, где фетишем выступает собственное тело.

## Происхождение названия

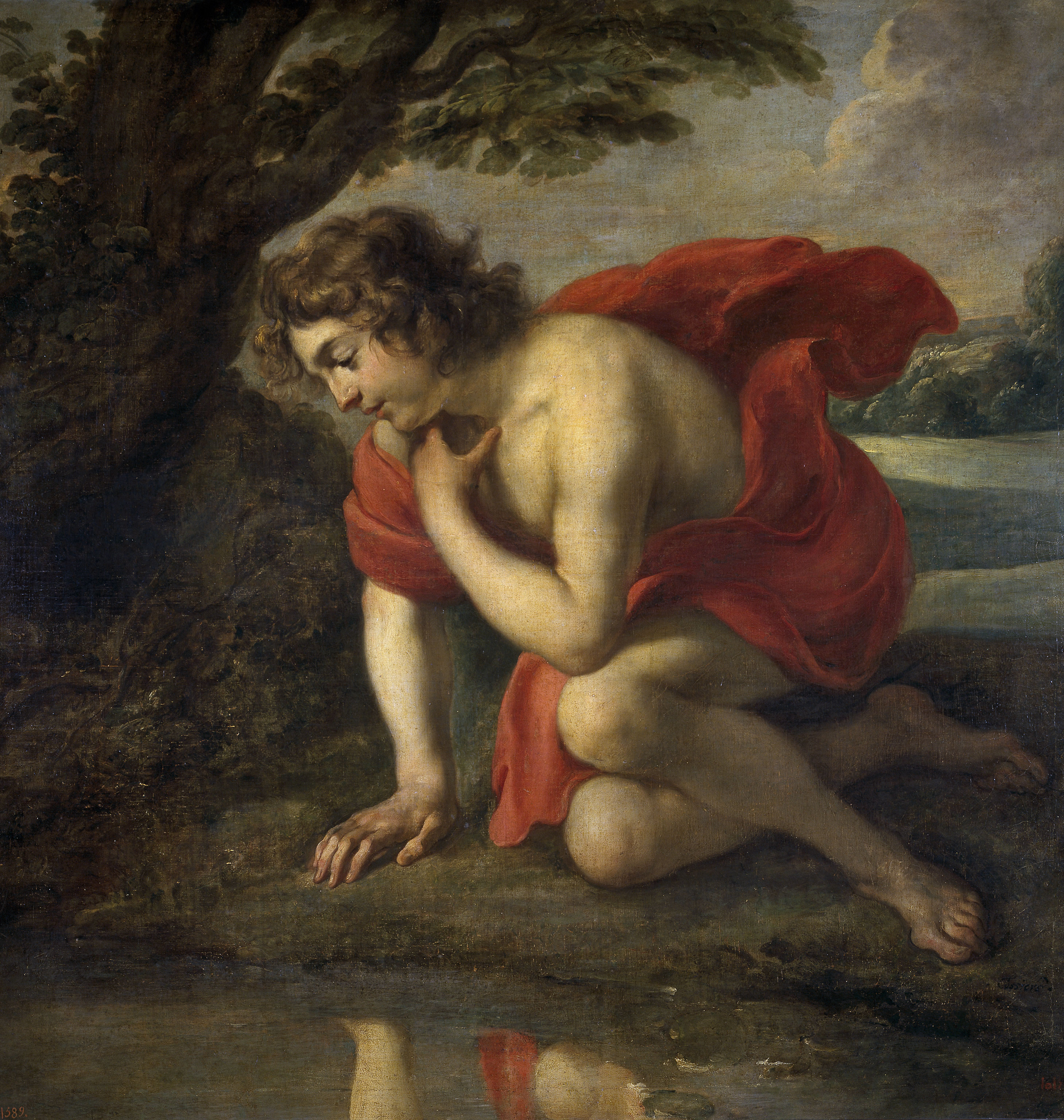
Нарцисс смотрит на своё отражение.

Название произошло от героя древнегреческой мифологии Нарцисса, который, согласно легенде, увидев в воде своё отражение, был им очарован и, не в силах оторваться от созерцания своей красоты, умер от любви к самому себе. После смерти был превращён богами в цветок нарцисса.

## Признаки
Сексуальное удовлетворение при нарциссизме достигается созерцанием собственного обнажённого тела или его зеркального отражения, отдельных его частей, в том числе половых органов, часто в сочетании с онанизмом. Достаточно часто нарциссизм проявляется в фотографировании и видеосъёмке собственного обнажённого тела, мастурбации и других сексуальных действиях. Полученные материалы являются для нарцисса источником возбуждения. Нарциссизм может проявляться и в восхищении своими психическими особенностями:300.
Могут наблюдаться и связанные с нарциссизмом более серьёзные отклонения. В некоторых случаях удовлетворения собственной половой потребности нарцисс может прибегать к аноректальной мастурбации, а также к актам аутосадомазохизма, включающим причинение себе боли (вплоть до самоповреждения), обмазывание себя выделениями организма (мочой, калом, спермой, менструальной кровью), их поедание и питьё. При нарциссизме с аутосадомазохизмом не исключены несчастные случаи с нанесением себе повреждений и вреда здоровью различной тяжести, например, травме прямой кишки, ущемлению полового члена и ректо-сигмоидальным перфорациям. Вплоть до летального исхода.
Страдающий нарциссизмом может испытывать эмоциональную привязанность к другому человеку, но только к такому, который восхищается им:300. В этом случае нарцисс любит собственное отражение в другом человеке. А собственное отражение в зеркале человек, страдающий нарциссизмом, может воспринимать примерно так же, как реально существующего другого человека:300.
Нарциссизм может приводить к социальной изоляции. Причин этому несколько: невозможность глубокой эмоциональной увлечённости другим человеком, а также убеждение в своей исключительности и чрезвычайной ценности, что затрудняет межперсональные контакты:301. Убеждение в собственной исключительной ценности страдающего нарциссизмом рассматривается другими как кичливость и ничтожность, и является фактором, который препятствует глубоким эмоциональным связям и затрудняет контакты:301. Когда над нарциссом насмехаются, пренебрежительно высказываются, то он относится к таковым действиям чрезмерно мстительно.

## Причины
Есть много механизмов, которые могут привести к нарциссизму. Один из них — нарушение развития, которое основано на недостаточно сформировавшейся способности любить другого человека:300. Нарциссизм формируется при воспитании индивида в условиях изоляции от сверстников, в возрасте 14—18 лет, в результате чего в процессе полового созревания внимание обращается прежде всего на собственное тело. Определённую роль играет также наличие других психических отклонений (например истерического расстройства личности), акцентуации личности. Нарциссизм свойственен детям, имеющим творческий характер, имеющим акцентуацию характера или пограничные расстройства психики.
Нарциссическая любовь характерна для детского возраста и, вероятно, не исчезает никогда полностью:300. Но оставшийся с детства нарциссизм не препятствует удовлетворению сексуальных потребностей с другим человеком и потребности и возможности эмоциональной привязанности к другому человеку:300.
Для нарциссизма же характерна любовь исключительно к собственной особе:300.

## Аутомоносексуализм как форма нарциссизма
Иногда от нарциссизма отдельно рассматривают понятие аутомоносексуализма (от др.-греч. αὐτός — сам + μόνος — оди́н + σεξουαλικός — половой). Магнус Хиршфельд позаимствовал термин «аутомоносексуализм» у Роледера, однако использовал его немного в ином смысле. Роледер называл аутомоносексуализмом тип нарциссизма, при котором мужчина возбуждается от своего тела в исходном (мужском) виде, а Хиршфельд называл аутомоносексуалистами мужчин, которых возбуждают мысли при представлении себя в теле женщины. Хиршфельд также относил к аутомоносексуалам трансвеститов и трансгендерных женщин, которых не привлекают ни женщины, ни мужчины; однако сейчас термин в этом значении практически не используется, отсутствие влечения к людям любого гендера обычно называется аналлоэротицизмом (англ. analloeroticism, от an- — «не», отрицательный префикс + allo-, от др.-греч. ἄλλος — другой + erotic — любовный, эротический).
Аутомоносексуализм по отчётам некоторых исследователей является довольно редкой разновидностью нарциссизма, и наряду с чертами нарциссизма включает в себя элементы трансвестизма и фетишизма:301. При этом роль фетиша играет собственное тело (а также присутствуют элементы трансвестизма и нарциссизма):301. Достаточно часто аутомоносексуализм и нарциссизм отождествляются, но, например, польский сексолог Казимеж Имелинский считает, что аутомоносексуализм имеет место, когда объектом, на который направлено влечение, собственное тело является лишь при условии, что ему придано сходство с телом другого человека, обычно противоположного гендера: например, при помощи одежды, косметики или соответствующих манер:301. Аутомоносексуалы для достижения сексуального возбуждения могут имитировать тело человека противоположного гендера перед зеркалом, переодеваясь в одежду:300—301. Смотря в зеркало, они представляют половой акт с «партнёром» в зеркале, и мастурбируют:300—301. При аутомоносексуальном трансвестизме сексуальное возбуждение вызывает скорее не собственное тело, а его «сходство» и «уподобление» телу противоположного гендера:303.
Данное отклонение схоже с фетишистским трансвестизмом.
Аутогинефилия (от др.-греч. αὐτός — «сам», γυνή — «женщина» и φιλία — «любовь»), при которой мужчина возбуждается от представления себя в качестве женщины, считается типом аутомоносексуализма.
Аутомоносексуализм также встречается и у асексуальных людей.
Тем не менее Имелинский считает отождествление нарциссизма с аутомоносексуализмом неправомерным:300.

## Противоположность нарциссизма
Противоположностью нарциссизма является триолизм (плюрализм):326. При этой сексуальной девиации сексуальные действия достигаются в половом акте, в котором принимают участие несколько человек (как минимум трое, откуда и название — триолизм):326.

## Терапия
Нарциссизм как сексуальная девиация является тяжёлой и трудно корректируемой сексуальной девиацией. Для её коррекции при желании страдающего нарциссизмом изменить свои сексуальные предпочтения могут использоваться в том числе методы психоанализа и психотерапии.